# Cardiacs
Die Cardiacs sind eine britische Band aus Surrey. Sie wurde 1977, damals noch unter dem Namen Cardiac Arrest, gegründet. 1980 benannte sie sich um in Cardiacs.

## Geschichte
Bis zum Debütalbum A Little Man and a House and the Whole World Window 1988 veröffentlichten die Cardiacs nur Singles, EPs und Kassetten. Seitdem sind in unregelmäßigen Abständen eine Reihe von Alben mit dem bandeigenen Mix aus Punk/Ska-Attitüde und Progressive Rock erschienen. Cardiacs-Texte knüpfen an die surrealistische Grundhaltung der frühen Genesis an (alltägliche, urbritische Bezüge, aber traumartige-surreale Verarbeitungen). Bei den Cardiacs reagieren gegensätzliche Stilmittel zu etwas Neuem (vgl. The Police): Entsprechend bezeichnen die Cardiacs ihre Musik als „Pronk“ (Wortkreuzung aus Prog und Punk). Zudem wurde Cardiacs mit Madness verglichen.
Live spielte die Band unter anderem 1985 im Vorprogramm von Marillion sowie 10 Jahre später als Support von Blur; beide Male kam der bizarre, eklektische Sound der Cardiacs allerdings bei den Fans der Hauptbands nicht gut an.
Unter Musikern sind die Cardiacs allerdings wichtige Impulsgeber – vor allem in der Szene des Independent.
Am 25. Juni 2008 erlitt der Sänger und Kopf der Band, Tim Smith, einen kombinierten Herzinfarkt und Schlaganfall, der zu einer dauerhaften Dystonie führte. Er war seitdem auf intensive Pflege angewiesen. Seither ruhen Live-Aktivitäten der Cardiacs, die verbleibenden Mitglieder gehen zumeist eigenen Projekten nach. Tim Smith, der 2018 noch die Ehrendoktorwürde des Royal Conservatoire of Scotland für sein Lebenswerk erhalten hatte, verstarb am 21. Juli 2020 im Alter von 59 Jahren an den Folgen seiner Erkrankung.

## Diskografie
- 1979: A Bus for a Bus on the Bus (Single)
- 1980: The Obvious Identity (Kassette)
- 1985: Seaside Treats (Maxi-Single)
- 1981: Toy World (Kassette)
- 1983: Archive Cardiacs (Kassette)
- 1983: The Seaside (Kassette)
- 1985: Seaside Treats (Video)
- 1987: There's Too Many Irons In The Fire (Maxi-Single)
- 1987: Big Ship (EP)
- 1987: Rude Bootleg (Livealbum, Reading Festival 1986)
- 1988: Is This The Life (Single und Maxi-Single)
- 1988: A Little Man and a House and the Whole World Window (Album)
- 1988: Cardiacs Live (Livealbum, Paradiso, Amsterdam 1988)
- 1988: Susannah's Still Alive (Single und Maxi-Single)
- 1989: Baby Heart Dirt (Single und Maxi-Single)
- 1989: On Land and in the Sea (Album)
- 1990: The Seaside
- 1990: All that Glitters Is a Mares Nest (Live-CD und Video)
- 1991: Day Is Gone (Maxi-Single und CD-Single)
- 1991: Songs for Ships and Irons (Album)
- 1992: Heaven Born and Ever Bright (CD)
- 1995: Manhoo (CD-Single)
- 1995: Bellyeye (CD-Single)
- 1995: Odd Even (CD-Single)
- 1995: Sing to God (Doppel-CD)
- 1999: Signs (CD-Single)
- 1999: Guns (CD)
- 2005: The Special Garage Concerts Vol I & II (Live-CDs)
- 2007: Ditzy Scene (CD-Single)